# Minetarō Mochizuki

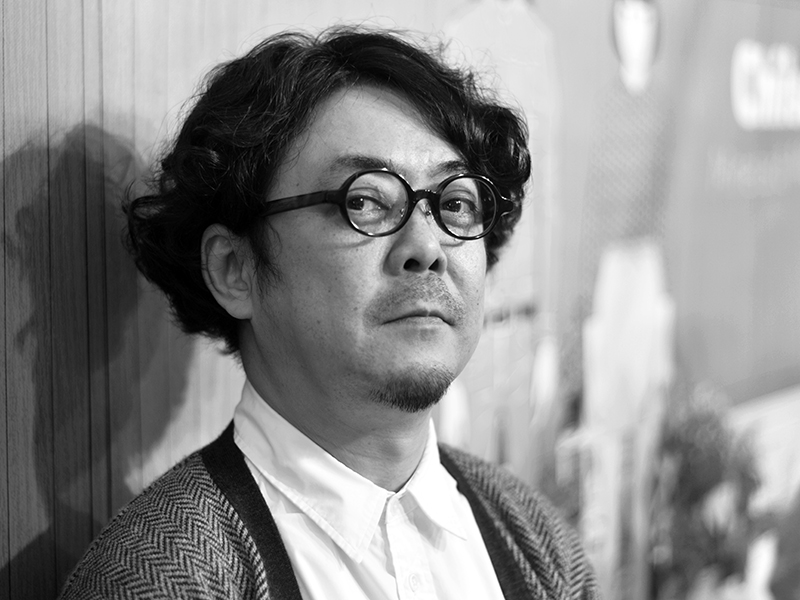
Minetarō Mochizuki, 2016

Minetarō Mochizuki (jap. 望月 峯太郎, Mochizuki Minetarō; * 29. Januar 1964 in Yokohama, Präfektur Kanagawa, Japan) ist ein japanischer Manga-Zeichner und -Szenarist.

## Karriere
Mit der Kurzgeschichte Fool's Mate (フールズメイト, fūruzumeito) gewann er den Chiba-Tetsuya-Preis. Seine erste Veröffentlichung erfolgte 1985, als er diese Kurzgeschichte im Manga-Magazin Young Magazine herausbrachte, einem sich vorwiegend an erwachsene Männer richtenden Seinen-Magazin, für das Mochizuki seitdem arbeitet. Seine erste Serie Batāshi Kingyo (バタアシ金魚) begann er noch im selben Jahr, diese erschien bis 1988. Der ungefähr 1.400 Seiten umfassende komödiantische Manga über einen Oberschüler, der aus Liebe einem Schwimmclub beitritt, wurde ein Erfolg und ist 1990 als Spielfilm umgesetzt worden.
1990 folgten im Young Magazine die Serie Baikumeen (バイクメ～ン) und 1993 der Horror-Manga Zashiki Onna (座敷女). Die Sammelbandveröffentlichung von Zashiki Onna, das von einem Jungen handelt, der gestalkt wird, wurde mit Verkaufszahlen von über 400.000 zu einem Bestseller. Für das Mister Magazine schuf Mochizuki die Mangas Ocha no Ma (お茶の間, 1992) und Samehada Otoko to Momojiri Onna (鮫肌男と桃尻女, 1994).
Von 1995 bis 2000 erschien im Young Magazine unter dem Titel Dragon Head sein bislang erfolgreichstes Werk. In diesem überleben bei einem Zugunglück in einem Tunnel nur drei Oberschüler, die fortan um ihr Überleben und ihren Zusammenhalt in dem Tunnel kämpfen und herausfinden wollen, was das Unglück verursacht hat. Dragon Head stand in der Gunst der Kritiker (so gewann der Manga 1997 den Kōdansha-Manga-Preis und 2000 den Osamu-Tezuka-Kulturpreis, 2001 war er für den Seiun-Preis nominiert); Katsuhiro Ōtomo bezeichnete Mochizuki als „den begabtesten Mangaka seiner Generation“. Die zehn Sammelbände des über 2.000 Seiten umfassenden Comics, der auch als Spielfilm umgesetzt wurde, wurden in mehrere Sprachen übersetzt und verkauften sich in Japan über 6,5 Millionen Mal.
Von 2002 bis März 2008 zeichnete er für Young Magazine die Serie Maiwai (万祝). Die Protagonistin in diesem Manga ist eine fünfzehnjährige Kampfsportlerin.

## Weitere Auszeichnungen
- 2018: Rudolph-Dirks-Award als Bester Künstler: Asien – Szenario